# Tobias Hoffmann (Kunsthistoriker)

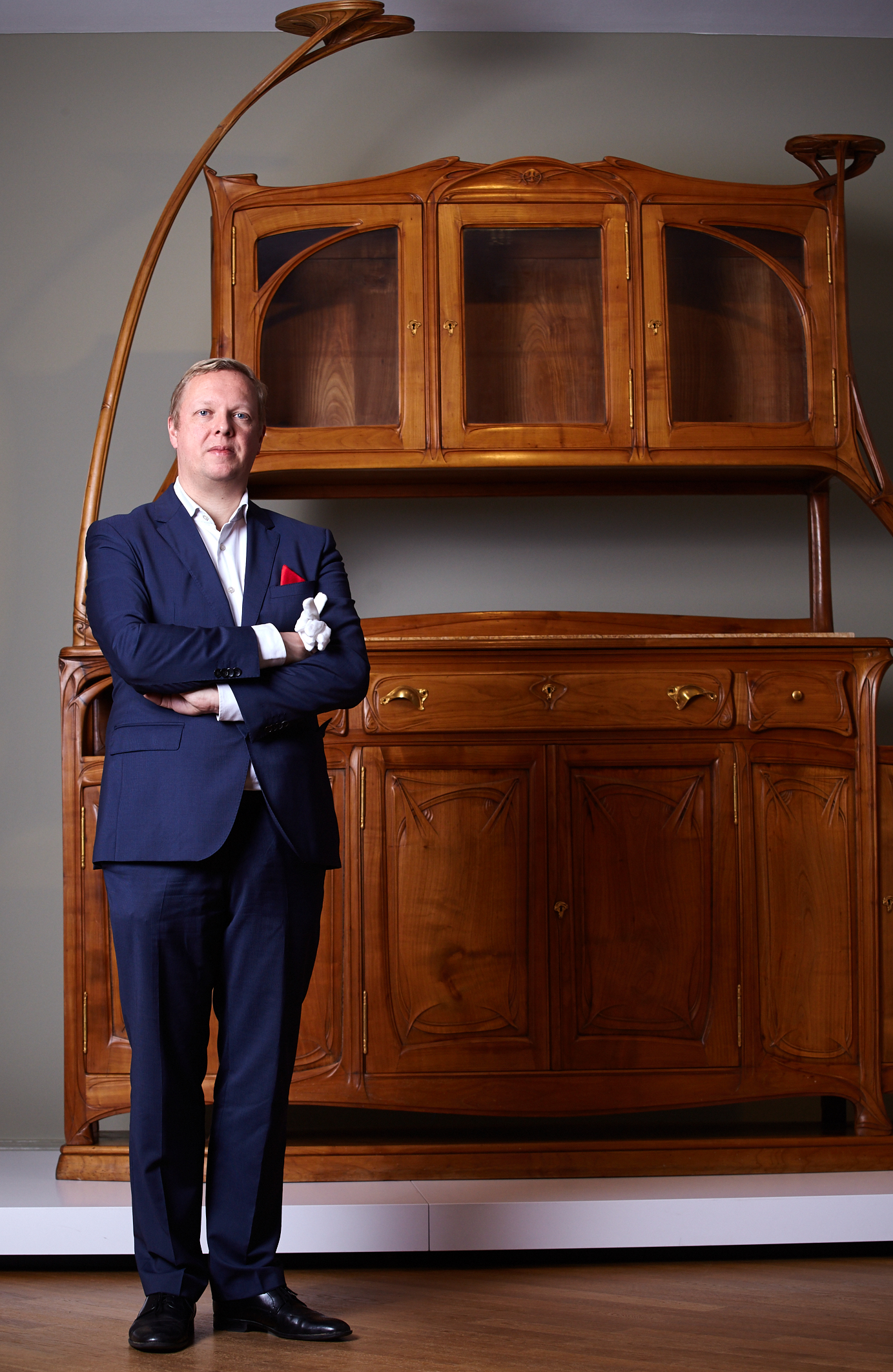
Tobias Hoffmann vor einem Buffet von Hector Guimard

Tobias Hoffmann (* 1970 in München) ist ein deutscher Kunsthistoriker, Kurator und seit 2013 Direktor des Bröhan-Museums in Berlin.

## Werdegang
Tobias Hoffmann studierte Kunstgeschichte und Philosophie an der Ludwig-Maximilians-Universität München und wurde 2007 mit einer Dissertation über Willi Baumeisters Schrift "Das Unbekannte in der Kunst" an der Akademie der Bildenden Künste Stuttgart promoviert.
Nach seinem Studienabschluss arbeitete er zunächst als wissenschaftlicher Mitarbeiter an der Neuen Sammlung in München, dann am Museum für Konkrete Kunst in Ingolstadt, das er von 2002 bis 2012 leitete. In dieser Zeit realisierte er zahlreiche Ausstellungen zur Konkreten Kunst und zum Design des 20. Jahrhunderts. 2013 wurde er zum Direktor des Bröhan-Museums bestellt. Er war Mitglied im Kunstverein Ingolstadt.
Seither modernisierte er das Programm des Museums und öffnete es für Ausstellungen, die den historischen Sammlungsbestand zu Jugendstil, Art déco und Gemälden der Berliner Secession mit Themen der Kunst und Gestaltung bis in die Gegenwart verbinden. Ausstellungen wie "Schrill Bizarr Brachial. Neues Deutsches Design der 80er Jahre" (2014), "Do It Yourself Design" (2016) und "Kuss. Von Rodin bis Bob Dylan" (2017) sind ein Ergebnis dieser Neuausrichtung.

## Veröffentlichungen (Auswahl)
- Tobias Hoffmann (Hrsg.): Bauhausstil oder Konstruktivismus? Aufbruch der Moderne in den Zentren Berlin – Bauhaus – Hannover – Stuttgart – Frankfurt. Köln 2008
- Tobias Hoffmann (Hrsg.): Die Idee Konkret: Konkrete Kunst als ideengeschichtliche Entwicklung. Köln 2012
- Tobias Hoffmann, Markus Zehentbauer (Hrsg.): Schrill Bizarr Brachial. Das Neue Deutsche Design der 80er Jahre. Berlin 2014
- Tobias Hoffmann (Hrsg.): Zeitenwende. Von der Berliner Secession zur Novembergruppe. Berlin 2015
- Tobias Hoffmann (Hrsg.): Deutschland gegen Frankreich. Der Kampf um den Stil 1900–1930. Jugendstil, Art Deco, Funktionalismus. Berlin 2016